# Soledar
Soledar (in ucraino e in russo Соледар?, letteralmente 'dono di sale') è una città dell'Ucraina (10 490 abitanti) situata nel distretto di Bachmut, nell'oblast' di Donec'k. Ospita l'amministrazione della comunità territoriale di Soledar, una delle comunità territoriali dell'Ucraina.
La città, un tempo rinomata per l'estrazione di sale da cui ne deriva il nome, è dal gennaio 2023 è occupata dalla Russia.

## Storia

### Fondazione
Durante la seconda metà del XVII secolo, i cosacchi del Don si stabilirono nella regione del Donbass, fondando un villaggio nel sito che oggi è conosciuto come Soledar e chiamandolo Brjancivka (in ucraino: Брянцівка, in russo: Брянцовка, Brjancovka). L'estrazione del sale su scala industriale iniziò nell'insediamento nel 1881, periodo in cui faceva parte dell'Impero Russo. Negli anni successivi, la scala dell'estrazione del sale aumentò, e centinaia di lavoratori arrivarono per lavorare nelle miniere e stabilirsi nell'area.

### XX secolo
Nel 1925, durante il periodo sovietico, diversi villaggi minerari della zona furono amministrativamente uniti in un nuovo villaggio chiamato Karlo-Libknechtovsk, in onore del socialista tedesco Karl Liebknecht. Durante la Seconda guerra mondiale, Karlo-Libknechtovsk fu occupata dalla Germania nazista a partire da ottobre 1941. I partigiani sovietici sabotarono le miniere e le fabbriche per impedire ai nazisti di sfruttarle. Il villaggio fu infine liberato dall'Armata Rossa sovietica nel settembre 1943. Le miniere di sale furono successivamente restaurate e riportate alla piena operatività. Nel 1965, Karlo-Libknechtovsk ottenne lo status di città.
Nel luglio 1991, Karlo-Libknechtovsk cambiò nome in Soledar. Questo nome significa letteralmente "dono del sale" in lingua russa, riflettendo l'importanza dell'industria mineraria del sale nella città. Circa 2.500 persone del posto, ovvero circa 1 abitante su 4, erano impiegate nelle miniere di sale o in industrie correlate.

### XXI secolo

#### Guerra in Donbass
Vedi anche: Guerra del Donbass
Nel febbraio 2014, il presidente ucraino filorusso Viktor Janukovyč fu rimosso dal potere a seguito delle proteste dell'Euromaidan e della successiva Rivoluzione della Dignità. Questo evento scatenò una reazione negativa nelle regioni meridionali e orientali dell'Ucraina. A metà aprile 2014, milizie locali filorusse, rifiutandosi di riconoscere il nuovo governo, presero il controllo di numerosi insediamenti nel Donbass e proclamarono la creazione di due stati separatisti: la Repubblica Popolare di Doneck (DNR) e la Repubblica Popolare di Lugansk.
Soledar rimase sotto il controllo dei ribelli filorussi per circa tre mesi, senza però diventare un teatro centrale degli eventi, a differenza delle vicine Slov"jans'k e Donec'k. Il 21 luglio 2014, le forze ucraine annunciarono di aver riconquistato Soledar.
Durante gli anni della guerra nel Donbass, dal 2014 al 2022, Soledar rimase pacifica e non fu un teatro di conflitto. Tuttavia, gli eventi del 2014 accelerarono il declino della popolazione di Soledar, che scese da 14.600 abitanti nel 1971 a 10.490 all'inizio del 2022. Nell'agosto 2014, Soledar fu utilizzata come base per la squadra di identificazione e gli osservatori dell'OSCE incaricati di gestire il disastro aereo del volo MH17, grazie alla sua vicinanza al sito dell'incidente.
Il 14 gennaio 2015, fu trovato il corpo di Ivan Rezničenko, un politico del consiglio comunale locale, scomparso dal giugno 2014. Il servizio stampa del partito politico Batkivščyna dichiarò che i criminali che lo uccisero, ora in custodia, avevano agito su ordine dei separatisti filorussi mentre controllavano Soledar.

#### Invasione russa dell'Ucraina

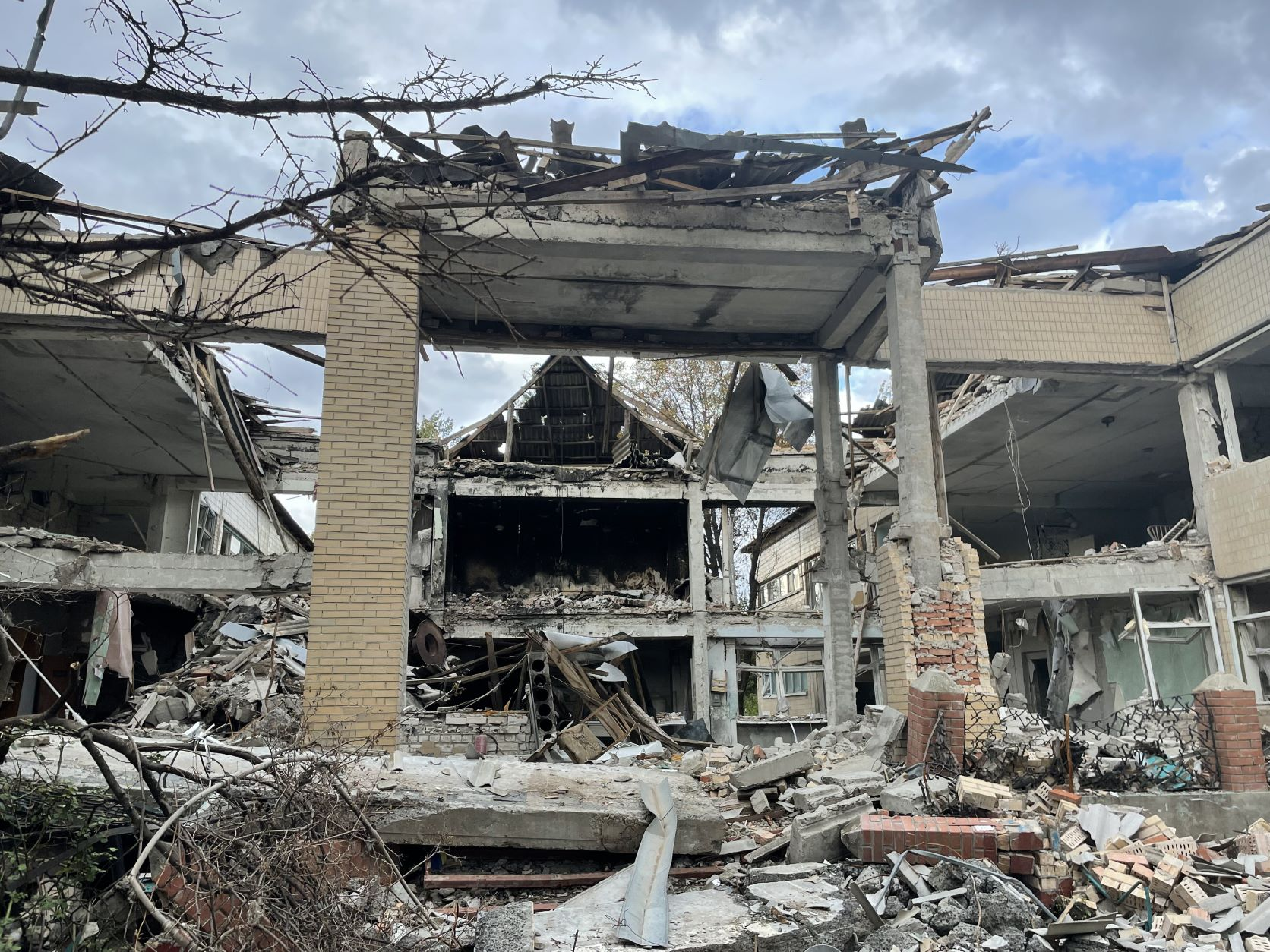
Un edificio in rovina a Soledar nel settembre 2022

Fin dai primi giorni dell'invasione russa dell'Ucraina del 2022, la città è stata contesa tra i belligeranti ed è stata pesantemente bombardata. Il 28 maggio fu riportato che un missile russo aveva colpito l'impianto di estrazione del sale Artemsil a Soledar. Le strutture e le attrezzature dell'azienda furono distrutte, e l'edificio rimase in rovina. Fu la prima volta che l'azienda chiuse dai tempi della Seconda guerra mondiale. Entro la fine del mese, Artemsil fu costretta a interrompere la produzione a causa dei continui bombardamenti russi. A luglio 2022, France 24 riportò che Soledar era sotto costanti bombardamenti ed era in gran parte distrutta, con la popolazione residua di 2.000 persone che viveva in condizioni disperate. Un residente locale dichiarò: "Non ci sono più autorità locali, né polizia, né medici, né farmacie. Tutti se ne sono andati. Siamo stati abbandonati".
Entro il mese di giugno, le forze armate russe e quelle della Repubblica Popolare di Doneck raggiunsero i sobborghi della città tentando, in decine di attacchi, di conquistarne il centro. Il 13 gennaio 2023, i russi hanno infine conquistato la città.
Gli analisti si sono divisi sul valore di Soledar, con alcuni che affermavano che una vittoria russa a Soledar sarebbe stata "al massimo una vittoria di Pirro". Tuttavia, la cattura di Soledar, il primo guadagno territoriale della Russia da luglio 2022, ha dato alla Russia sia una vittoria che ha aumentato il morale sia un guadagno territoriale, arrestando il modello di rovesci militari russi nella seconda metà del 2022. Le forze russe hanno usato Soledar come punto di partenza per premere su Bachmut, che hanno preso diversi mesi dopo, nel maggio 2023.
Nei mesi successivi, la Russia ha segnalato periodici attacchi ucraini a Soledar, che ha affermato di aver respinto. Soledar rimane in rovina e, a partire dal 2024, si ritiene che sia completamente o quasi spopolata.

## Geografia
Situata nella tradizionalmente industriale regione del Donbass, nell'Ucraina orientale, Soledar si trova a 18 km dalla città di Bachmut, 40 km da Slov"jans'k, 78 km da Donec'k e 580 km da Kiev.

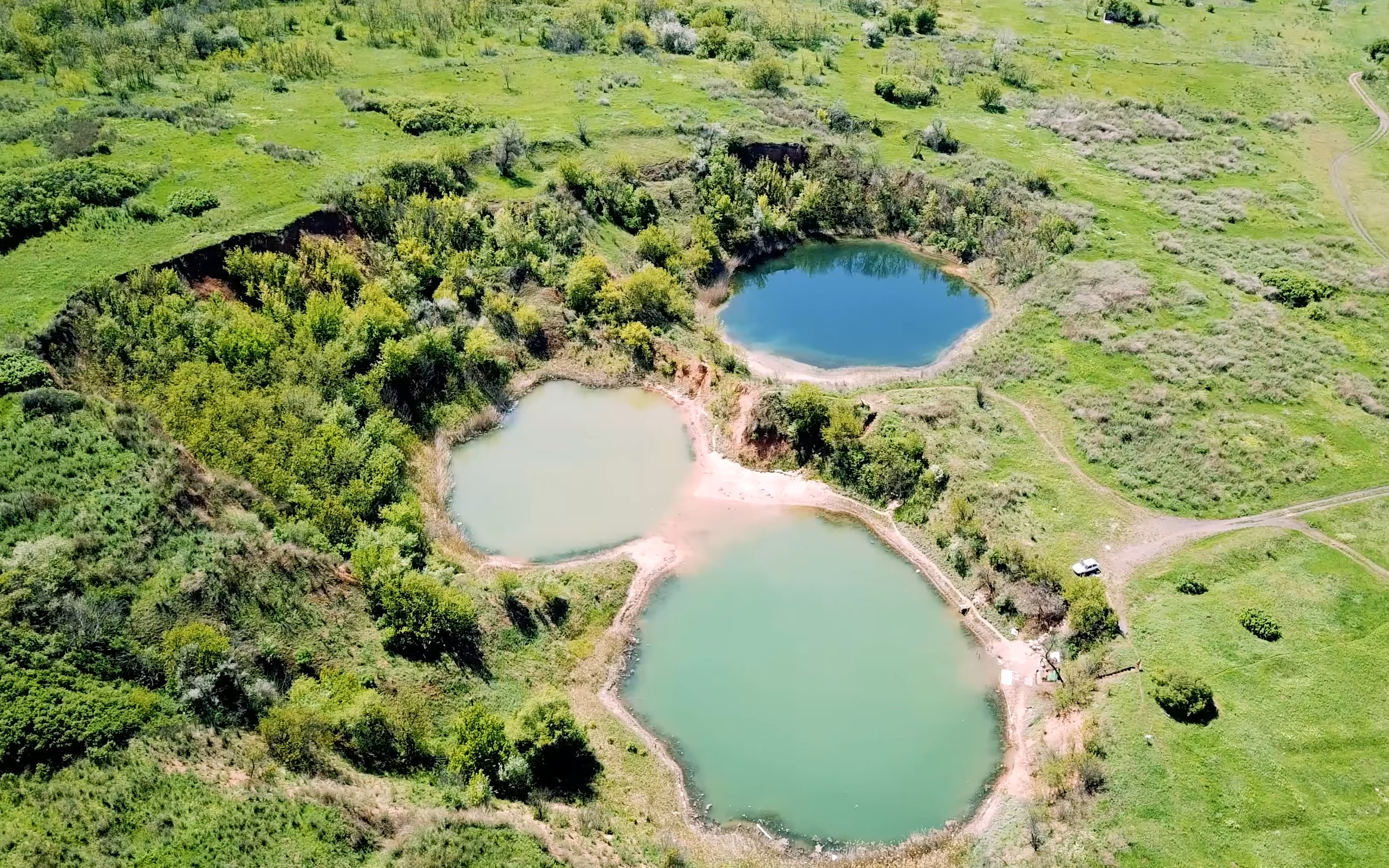
Vista sui laghi e sul paesaggio vicino a Soledar

Ai margini di Soledar c'è un gruppo di laghi, alcuni dei quali con un diametro di 100 metri. Alcuni di questi laghi presentano una "temperatura anormalmente calda" che può raggiungere i 40 °C. Alcuni sono di acqua dolce, mentre altri sono così salati che una persona non può immergersi in profondità e viene spinta verso l'alto.

## Demografia
La popolazione di Soledar è diminuita nel corso degli ultimi decenni, passando da 14.600 abitanti nel 1971 a 10.490 nel 2022, e solo a una stima di 550 all'inizio del 2023. A partire dal 2024, si ritiene che Soledar sia disabitata.
La lingua madre della popolazione di Soledar, secondo il censimento ucraino del 2001, era così distribuita: ucraino 60,10%, russo 39,43%, armeno 0,11%, bielorusso 0,09%, rom 0,05%, bulgaro 0,02%, moldavo 0,02%, e una persona ciascuna per greco, caraimo, polacco e rumeno (0,01%).